# Игенсдорф
Игенсдорф (њем. Igensdorf) град је у њемачкој савезној држави Баварска. Једно је од 29 општинских средишта округа Форххајм. Према процјени из 2010. у граду је живјело 4.824 становника. Посједује регионалну шифру (AGS) 9474140.

## Географски и демографски подаци
Игенсдорф се налази у савезној држави Баварска у округу Форххајм. Град се налази на надморској висини од 314–549 метара. Површина општине износи 28,8 km². У самом граду је, према процјени из 2010. године, живјело 4.824 становника. Просјечна густина становништва износи 167 становника/km².

## Међународна сарадња
| Мјесто | Држава    | Врста сарадње | Од    |
| ------ | --------- | ------------- | ----- |
|        | Француска | партнерство   | 1992. |
| Извор  |           |               |       |